# Підлиська гора або гора Маркіяна Шашкевича
Підли́ська Гора́ (Гора́ Маркія́на Шашке́вича) — комплексна пам'ятка природи місцевого значення в Україні. Розташована на півночі Золочівського району Львівської області, на схід від села Підлисся, на горі Біла Гора (372 м). 
Площа пам'ятки природи 146,5 га. Затверджений рішенням Львівського облвиконкому № 495 від 09.10.1984 року (82 га). Розширення площі (на 64,5 га) згідно з рішенням сесії Львівської обласної ради № 56 від 15.10.2002 року. Перебуває у віданні ДП «Золочівський лісгосп», кв. 19, 20 (крім виділу 8). 
Створена з метою збереження в природному стані рідкісної степової рослинності на Гологоро-Вороняцькому кряжі. Тут ростуть рослини, занесені до Червоної книги України: гронянка півмісяцева, місячниця оживаюча, клокичка периста, астранція велика, скополія карніолійська, лілія лісова, підсніжник білосніжний, цибуля ведмежа, булатки довголиста та червона, малаксис однолистий, коручка чемерникоподібна, зозулині сльози яйцеподібні, любка дволиста, зіновать Пачоського, а також квітуча форма плюща звичайного, яка в Україні трапляється дуже рідко. 
Входить до складу Національного природного парку «Північне Поділля». На території пам'ятки природи «Підлиська гора або гора Маркіяна Шашкевича» створена екологічна стежка завдовжки 1,5 км.